# Лауреати Державної премії України в галузі науки і техніки (2014)
Державна премія України в галузі науки і техніки — лауреати 2014 року.
На підставі подання Комітету з Державних премій України в галузі науки і техніки Президент України Петро Порошенко видав Указ № 686/2015 від 8 грудня 2015 року «Про присудження Державних премій України в галузі науки і техніки 2014 року».
На 2014 рік розмір Державної премії України в галузі науки і техніки склав 100 000 гривень кожна. Всього присуджені тринадцять премій за роботи, які мають відповідний дозвіл для публікації у засобах масової інформації та одна премія за підручники.

## Лауреати Державної премії України в галузі науки і техніки 2014 року
| Премійована робота | Лауреати                                   | Коротко про лауреата |
| --- | ------------------------------------------ | --- |
| за роботу «Будова та еволюція Всесвіту на галактичних та космологічних масштабах, прихована маса і темна енергія: теоретичні моделі та спостережні результати» | Берцик Петер Петерович                     | доктор фізико-математичних наук, заступник директора Головної астрономічної обсерваторії НАН України                                                                                                   |
| за роботу «Будова та еволюція Всесвіту на галактичних та космологічних масштабах, прихована маса і темна енергія: теоретичні моделі та спостережні результати» | Пілюгін Леонід Степанович                  | член-кореспондент Національної академії наук України, завідувач лабораторії Головної астрономічної обсерваторії НАН України                                                                            |
| за роботу «Будова та еволюція Всесвіту на галактичних та космологічних масштабах, прихована маса і темна енергія: теоретичні моделі та спостережні результати» | Вавилова Ірина Борисівна                   | кандидат фізико-математичних наук, завідувач лабораторії Головної астрономічної обсерваторії НАН України                                                                                               |
| за роботу «Будова та еволюція Всесвіту на галактичних та космологічних масштабах, прихована маса і темна енергія: теоретичні моделі та спостережні результати» | Павленко Яків Володимирович                | доктор фізико-математичних наук, головний науковий співробітник Головної астрономічної обсерваторії НАН України                                                                                        |
| за роботу «Будова та еволюція Всесвіту на галактичних та космологічних масштабах, прихована маса і темна енергія: теоретичні моделі та спостережні результати» | Караченцева Валентина Юхимівна             | доктор фізико-математичних наук, провідний науковий співробітник Головної астрономічної обсерваторії НАН України                                                                                       |
| за роботу «Будова та еволюція Всесвіту на галактичних та космологічних масштабах, прихована маса і темна енергія: теоретичні моделі та спостережні результати» | Пелих Володимир Олександрович              | доктор фізико-математичних наук, заступник директора Інституту прикладних проблем механіки і математики імені Я. С. Підстригача НАН України                                                            |
| за роботу «Будова та еволюція Всесвіту на галактичних та космологічних масштабах, прихована маса і темна енергія: теоретичні моделі та спостережні результати» | Жданов Валерій Іванович                    | доктор фізико-математичних наук, завідувач відділу астрономічної обсерваторії Київського національного університету імені Тараса Шевченка                                                              |
| за роботу «Будова та еволюція Всесвіту на галактичних та космологічних масштабах, прихована маса і темна енергія: теоретичні моделі та спостережні результати» | Жук Олександр Іванович                     | доктор фізико-математичних наук, головний науковий співробітник астрономічної обсерваторії Одеського національного університету імені І. І. Мечникова                                                  |
| за роботу «Будова та еволюція Всесвіту на галактичних та космологічних масштабах, прихована маса і темна енергія: теоретичні моделі та спостережні результати» | Новосядлий Богдан Степанович               | доктор фізико-математичних наук, провідний науковий співробітник Львівського національного університету імені Івана Франка                                                                             |
| за роботу «Будова та еволюція Всесвіту на галактичних та космологічних масштабах, прихована маса і темна енергія: теоретичні моделі та спостережні результати» | Мінаков Анатолій Олексійович (посмертно)   | доктор фізико-математичних наук |
| за роботу «Технологічні, організаційні та регуляторні засади побудови телекомунікаційних мереж сучасних та наступних поколінь» | Каптур Вадим Анатолійович                  | кандидат технічних наук, проректор Одеської національної академії зв'язку імені О. С. Попова |
| за роботу «Технологічні, організаційні та регуляторні засади побудови телекомунікаційних мереж сучасних та наступних поколінь» | Васіліу Євген Вікторович                   | доктор технічних наук, директор інституту Одеської національної академії зв'язку імені О. С. Попова |
| за роботу «Технологічні, організаційні та регуляторні засади побудови телекомунікаційних мереж сучасних та наступних поколінь» | Ложковський Анатолій Григорович            | доктор технічних наук, завідувач кафедри Одеської національної академії зв'язку імені О. С. Попова |
| за роботу «Технологічні, організаційні та регуляторні засади побудови телекомунікаційних мереж сучасних та наступних поколінь» | Гранатуров Володимир Михайлович            | доктор економічних наук, професор Одеської національної академії зв'язку імені О. С. Попова |
| за роботу «Технологічні, організаційні та регуляторні засади побудови телекомунікаційних мереж сучасних та наступних поколінь» | Тіхонов Віктор Іванович                    | доктор технічних наук, професор Одеської національної академії зв'язку імені О. С. Попова |
| за роботу «Технологічні, організаційні та регуляторні засади побудови телекомунікаційних мереж сучасних та наступних поколінь» | Гуляєв Кирило Дмитрович                    | кандидат технічних наук, виконувач обов'язків завідувача відділу Інституту телекомунікацій і глобального інформаційного простору НАН України                                                           |
| за роботу «Технологічні, організаційні та регуляторні засади побудови телекомунікаційних мереж сучасних та наступних поколінь» | Кайденко Микола Миколайович                | старший науковий співробітник Національного технічного університету України «Київський політехнічний інститут»                                                                                         |
| за роботу «Технологічні, організаційні та регуляторні засади побудови телекомунікаційних мереж сучасних та наступних поколінь» | Івлєв Юрій Васильович                      | провідний інженер Національного технічного університету України «Київський політехнічний інститут» |
| за роботу «Технологічні, організаційні та регуляторні засади побудови телекомунікаційних мереж сучасних та наступних поколінь» | Дейнека Ігор Васильович                    | кандидат фізико-математичних наук, радник директора Інституту обдарованої дитини Національної академії педагогічних наук України                                                                       |
| за роботу «Нові каталізатори та гетерогенно-каталітичні процеси: розвиток наукових основ та використання в хімії, нафтохімії та енергетиці» | Зажигалов Валерій Олексійович              | член-кореспондент Національної академії наук України, завідувач відділу Інституту сорбції та проблем ендоекології НАН України                                                                          |
| за роботу «Нові каталізатори та гетерогенно-каталітичні процеси: розвиток наукових основ та використання в хімії, нафтохімії та енергетиці» | Стрижак Петро Євгенович                    | член-кореспондент Національної академії наук України, завідувач відділу Інституту фізичної хімії імені Л. В. Писаржевського НАН України                                                                |
| за роботу «Нові каталізатори та гетерогенно-каталітичні процеси: розвиток наукових основ та використання в хімії, нафтохімії та енергетиці» | Пятницький Юрій Ігорович                   | доктор хімічних наук, головний науковий співробітник Інституту фізичної хімії імені Л. В. Писаржевського НАН України                                                                                   |
| за роботу «Нові каталізатори та гетерогенно-каталітичні процеси: розвиток наукових основ та використання в хімії, нафтохімії та енергетиці» | Долгіх Лідія Юріївна                       | кандидат хімічних наук, старший науковий співробітник Інституту фізичної хімії імені Л. В. Писаржевського НАН України                                                                                  |
| за роботу «Нові каталізатори та гетерогенно-каталітичні процеси: розвиток наукових основ та використання в хімії, нафтохімії та енергетиці» | Трипольський Андрій Іккійович              | кандидат хімічних наук, старший науковий співробітник Інституту фізичної хімії імені Л. В. Писаржевського НАН України                                                                                  |
| за роботу «Нові каталізатори та гетерогенно-каталітичні процеси: розвиток наукових основ та використання в хімії, нафтохімії та енергетиці» | Патриляк Казимир Іванович (посмертно)      | доктор хімічних наук |
| за роботу «Нові каталізатори та гетерогенно-каталітичні процеси: розвиток наукових основ та використання в хімії, нафтохімії та енергетиці» | Гринь Григорій Іванович                    | доктор технічних наук, професор Національного технічного університету «Харківський політехнічний інститут»                                                                                             |
| за роботу «Нові каталізатори та гетерогенно-каталітичні процеси: розвиток наукових основ та використання в хімії, нафтохімії та енергетиці» | Лобойко Олексій Якович                     | доктор технічних наук, завідувач кафедри Національного технічного університету «Харківський політехнічний інститут»                                                                                    |
| за роботу «Нові каталізатори та гетерогенно-каталітичні процеси: розвиток наукових основ та використання в хімії, нафтохімії та енергетиці» | Суворін Олександр Вікторович               | доктор технічних наук, завідувач кафедри технологічного інституту Східноукраїнського національного університету імені Володимира Даля                                                                  |
| за роботу «Нові каталізатори та гетерогенно-каталітичні процеси: розвиток наукових основ та використання в хімії, нафтохімії та енергетиці» | Кошовець Микола Володимирович              | кандидат технічних наук, голова правління приватного акціонерного товариства «Сєвєродонецький ОРГХІМ»                                                                                                  |
| за розробку та впровадження системи зменшення техногенного навантаження на території і на населення екологічно кризових регіонів України | Рожок Микола Михайлович                    | доктор медичних наук, ректор державного вищого навчального закладу «Івано-Франківський національний медичний університет»                                                                              |
| за розробку та впровадження системи зменшення техногенного навантаження на території і на населення екологічно кризових регіонів України | Ерстенюк Ганна Михайлівна                  | доктор біологічних наук, перший проректор державного вищого навчального закладу «Івано-Франківський національний медичний університет»                                                                 |
| за розробку та впровадження системи зменшення техногенного навантаження на території і на населення екологічно кризових регіонів України | Крижанівська Анна Євстахіївна              | доктор медичних наук, завідувач кафедри державного вищого навчального закладу «Івано-Франківський національний медичний університет»                                                                   |
| за розробку та впровадження системи зменшення техногенного навантаження на території і на населення екологічно кризових регіонів України | Білецька Елеонора Миколаївна               | доктор медичних наук, завідувач кафедри державного закладу «Дніпропетровська медична академія Міністерства охорони здоров'я України»                                                                   |
| за розробку та впровадження системи зменшення техногенного навантаження на території і на населення екологічно кризових регіонів України | Шматков Григорій Григорович                | доктор біологічних наук, завідувач кафедри державного вищого навчального закладу «Придніпровська державна академія будівництва та архітектури»                                                         |
| за розробку та впровадження системи зменшення техногенного навантаження на території і на населення екологічно кризових регіонів України | Семчук Ярослав Михайлович                  | доктор технічних наук, завідувач кафедри Івано-Франківського національного технічного університету нафти і газу                                                                                        |
| за розробку та впровадження системи зменшення техногенного навантаження на території і на населення екологічно кризових регіонів України | Соловйов Веніамін Васильович               | доктор хімічних наук, завідувач кафедри Полтавського національного технічного університету імені Юрія Кондратюка                                                                                       |
| за розробку та впровадження системи зменшення техногенного навантаження на території і на населення екологічно кризових регіонів України | Онищенко Світлана Володимирівна            | кандидат економічних наук, доцент Полтавського національного технічного університету імені Юрія Кондратюка                                                                                             |
| за розробку та впровадження системи зменшення техногенного навантаження на території і на населення екологічно кризових регіонів України | Самойлік Марина Сергіївна                  | кандидат економічних наук, доцент Полтавського національного технічного університету імені Юрія Кондратюка                                                                                             |
| за розробку та впровадження системи зменшення техногенного навантаження на території і на населення екологічно кризових регіонів України | Рудько Георгій Ілліч                       | доктор геолого-мінералогічних, доктор географічних та доктор технічних наук, голова Державної комісії України по запасах корисних копалин                                                              |
| за роботу «Комплекс методів та заходів забезпечення безпечної експлуатації та ефективності АЕС України» | Щербін Володимир Миколайович               | кандидат фізико-математичних наук, заступник директора Інституту проблем безпеки атомних електростанцій НАН України                                                                                    |
| за роботу «Комплекс методів та заходів забезпечення безпечної експлуатації та ефективності АЕС України» | Носовський Анатолій Володимирович          | член-кореспондент Національної академії наук України, заступник директора Інституту проблем безпеки атомних електростанцій НАН України                                                                 |
| за роботу «Комплекс методів та заходів забезпечення безпечної експлуатації та ефективності АЕС України» | Скалозубов Володимир Іванович              | доктор технічних наук, завідувач відділу Інституту проблем безпеки атомних електростанцій НАН України                                                                                                  |
| за роботу «Комплекс методів та заходів забезпечення безпечної експлуатації та ефективності АЕС України» | Габлая Таїсія Володимирівна                | провідний інженер Інституту проблем безпеки атомних електростанцій НАН України |
| за роботу «Комплекс методів та заходів забезпечення безпечної експлуатації та ефективності АЕС України» | Комаров Юрій Олексійович                   | доктор технічних наук, завідувач сектору Інституту проблем безпеки атомних електростанцій НАН України                                                                                                  |
| за роботу «Комплекс методів та заходів забезпечення безпечної експлуатації та ефективності АЕС України» | Колиханов Віктор Миколайович               | завідувач сектору Інституту проблем безпеки атомних електростанцій НАН України |
| за роботу «Комплекс методів та заходів забезпечення безпечної експлуатації та ефективності АЕС України» | Ващенко Володимир Миколайович              | доктор фізико-математичних наук, директор інституту Державної екологічної академії післядипломної освіти та управління                                                                                 |
| за роботу «Комплекс методів та заходів забезпечення безпечної експлуатації та ефективності АЕС України» | Мазуренко Антон Станіславович              | доктор технічних наук, директор інституту Одеського національного політехнічного університету |
| за роботу «Комплекс методів та заходів забезпечення безпечної експлуатації та ефективності АЕС України» | Драган Григорій Сильвестрович              | доктор фізико-математичних наук, професор Одеського національного університету імені І. І. Мечникова                                                                                                   |
| за роботу «Комплекс методів та заходів забезпечення безпечної експлуатації та ефективності АЕС України» | Білей Данко Васильович                     | кандидат технічних наук, генеральний інспектор — директор з безпеки державного підприємства «Національна атомна енергогенеруюча компанія „Енергоатом“»                                                 |
| за роботу «Геохімічні, петрологічні і геофізичні критерії прогнозування родовищ корисних копалин Українського щита» | Пономаренко Олександр Миколайович          | академік Національної академії наук України, директор Інституту геохімії, мінералогії та рудоутворення імені М. П. Семененка НАН України                                                               |
| за роботу «Геохімічні, петрологічні і геофізичні критерії прогнозування родовищ корисних копалин Українського щита» | Кривдік Степан Григорович                  | доктор геолого-мінералогічних наук, завідувач відділу Інституту геохімії, мінералогії та рудоутворення імені М. П. Семененка НАН України                                                               |
| за роботу «Геохімічні, петрологічні і геофізичні критерії прогнозування родовищ корисних копалин Українського щита» | Кульчецька Ганна Олександрівна             | доктор геологічних наук, головний науковий співробітник Інституту геохімії, мінералогії та рудоутворення імені М. П. Семененка НАН України                                                             |
| за роботу «Геохімічні, петрологічні і геофізичні критерії прогнозування родовищ корисних копалин Українського щита» | Шуман Володимир Миколайович                | доктор фізико-математичних наук, завідувач відділу Інституту геофізики імені С. І. Субботіна НАН України                                                                                               |
| за роботу «Геохімічні, петрологічні і геофізичні критерії прогнозування родовищ корисних копалин Українського щита» | Пігулевський Петро Гнатович                | доктор геологічних наук, старший науковий співробітник Інституту геофізики імені С. І. Субботіна НАН України                                                                                           |
| за роботу «Геохімічні, петрологічні і геофізичні критерії прогнозування родовищ корисних копалин Українського щита» | Шеремет Євген Михайлович                   | доктор геолого-мінералогічних наук, завідувач відділу Інституту геохімії, мінералогії та рудоутворення імені М. П. Семененка НАН України                                                               |
| за роботу «Геохімічні, петрологічні і геофізичні критерії прогнозування родовищ корисних копалин Українського щита» | Ніколаєв Іван Юрійович                     | кандидат геологічних наук, старший науковий співробітник Інституту геохімії, мінералогії та рудоутворення імені М. П. Семененка НАН України                                                            |
| за роботу «Геохімічні, петрологічні і геофізичні критерії прогнозування родовищ корисних копалин Українського щита» | Чернієнко Наталія Миколаївна               | кандидат геологічних наук, старший науковий співробітник Інституту геологічних наук НАН України |
| за роботу «Геохімічні, петрологічні і геофізичні критерії прогнозування родовищ корисних копалин Українського щита» | Стрекозов Сергій Микитович                 | провідний геолог Приазовської комплексної геологічної експедиції казенного підприємства «Південукргеологія» Державної служби геології та надр України                                                  |
| за роботу «Геохімічні, петрологічні і геофізичні критерії прогнозування родовищ корисних копалин Українського щита» | Мельников Володимир Степанович (посмертно) | кандидат геолого-мінералогічних наук |
| за створення та промислове впровадження високоефективної техніки із застосуванням еластомерних матеріалів для видобутку, переробки і збагачення мінеральної сировини | Волошин Олексій Іванович                   | член-кореспондент Національної академії наук України, заступник директора Інституту геотехнічної механіки імені М. С. Полякова НАН України                                                             |
| за створення та промислове впровадження високоефективної техніки із застосуванням еластомерних матеріалів для видобутку, переробки і збагачення мінеральної сировини | Дирда Віталій Ілларіонович                 | доктор технічних наук, завідувач відділу Інституту геотехнічної механіки імені М. С. Полякова НАН України                                                                                              |
| за створення та промислове впровадження високоефективної техніки із застосуванням еластомерних матеріалів для видобутку, переробки і збагачення мінеральної сировини | Надутий Володимир Петрович                 | доктор технічних наук, завідувач відділу Інституту геотехнічної механіки імені М. С. Полякова НАН України                                                                                              |
| за створення та промислове впровадження високоефективної техніки із застосуванням еластомерних матеріалів для видобутку, переробки і збагачення мінеральної сировини | Морус Володимир Леонідович                 | кандидат технічних наук, директор державного спеціального конструкторсько-технологічного бюро Інституту геотехнічної механіки імені М. С. Полякова НАН України                                         |
| за створення та промислове впровадження високоефективної техніки із застосуванням еластомерних матеріалів для видобутку, переробки і збагачення мінеральної сировини | Губін Георгій Вікторович                   | доктор технічних наук, завідувач кафедри державного вищого навчального закладу «Криворізький національний університет»                                                                                 |
| за створення та промислове впровадження високоефективної техніки із застосуванням еластомерних матеріалів для видобутку, переробки і збагачення мінеральної сировини | Сорокін Олександр Геннадійович             | генеральний директор державного підприємства «Східний гірничо-збагачувальний комбінат» |
| за створення та промислове впровадження високоефективної техніки із застосуванням еластомерних матеріалів для видобутку, переробки і збагачення мінеральної сировини | Смірнов Андрій Вікторович                  | кандидат політичних наук, директор з видобутку вугілля товариства з обмеженою відповідальністю «ДТЕК ЕНЕРГО»                                                                                           |
| за створення та промислове впровадження високоефективної техніки із застосуванням еластомерних матеріалів для видобутку, переробки і збагачення мінеральної сировини | Пухальський Віктор Миколайович             | кандидат технічних наук, головний інженер державного підприємства «Східний гірничо-збагачувальний комбінат»                                                                                            |
| за створення та промислове впровадження високоефективної техніки із застосуванням еластомерних матеріалів для видобутку, переробки і збагачення мінеральної сировини | Хохотва Олександр Іванович                 | пенсіонер |
| за створення та промислове впровадження високоефективної техніки із застосуванням еластомерних матеріалів для видобутку, переробки і збагачення мінеральної сировини | Попович Ігор Миколайович                   | генеральний директор приватного акціонерного товариства «Інститут інноваційних технологій з енергетики та енергозбереження»                                                                            |
| за роботу «Новітні технології в діагностиці та лікуванні хвороб вуха, горла та носа» | Косаковський Анатолій Лук'янович           | доктор медичних наук, проректор Національної медичної академії післядипломної освіти імені П. Л. Шупика                                                                                                |
| за роботу «Новітні технології в діагностиці та лікуванні хвороб вуха, горла та носа» | Шкорботун Володимир Олексійович            | доктор медичних наук, завідувач кафедри Національної медичної академії післядипломної освіти імені П. Л. Шупика                                                                                        |
| за роботу «Новітні технології в діагностиці та лікуванні хвороб вуха, горла та носа» | Абизов Рустем Адільович                    | доктор медичних наук, професор Національної медичної академії післядипломної освіти імені П. Л. Шупика                                                                                                 |
| за роботу «Новітні технології в діагностиці та лікуванні хвороб вуха, горла та носа» | Божко Наталія Вікторівна                   | кандидат медичних наук, асистент Національної медичної академії післядипломної освіти імені П. Л. Шупика                                                                                               |
| за роботу «Новітні технології в діагностиці та лікуванні хвороб вуха, горла та носа» | Тімен Григорій Еліазарович                 | доктор медичних наук, завідувач відділу державної установи «Інститут отоларингології імені професора О. С. Коломійченка Національної академії медичних наук України»                                   |
| за роботу «Новітні технології в діагностиці та лікуванні хвороб вуха, горла та носа» | Березнюк Володимир Васильович              | доктор медичних наук, завідувач кафедри державного закладу «Дніпропетровська медична академія Міністерства охорони здоров'я України»                                                                   |
| за роботу «Новітні технології в діагностиці та лікуванні хвороб вуха, горла та носа» | Шкоба Ярослав Васильович                   | кандидат медичних наук, завідувач відділення комунального закладу «Київська обласна клінічна лікарня»                                                                                                  |
| за роботу «Новітні технології в діагностиці та лікуванні хвороб вуха, горла та носа» | Маринський Георгій Сергійович              | доктор технічних наук, завідувач відділу Інституту електрозварювання імені Є. О. Патона НАН України |
| за роботу «Новітні технології в діагностиці та лікуванні хвороб вуха, горла та носа» | Ткаченко Віктор Аркадійович                | завідувач групи Інституту електрозварювання імені Є. О. Патона НАН України |
| за роботу «Новітні технології в діагностиці та лікуванні хвороб вуха, горла та носа» | Семенов Руслан Георгійович                 | налагоджувальник-монтажник Інституту електрозварювання імені Є. О. Патона НАН України |
| за роботу «Волокнисті матеріали та вироби легкої промисловості з прогнозованими бар'єрними медико-біологічними властивостями» | Авраменко Андрій Олександрович             | член-кореспондент Національної академії наук України, заступник директора Інституту технічної теплофізики НАН України                                                                                  |
| за роботу «Волокнисті матеріали та вироби легкої промисловості з прогнозованими бар'єрними медико-біологічними властивостями» | Ігнатьєва Ірина Анатоліївна                | доктор економічних наук, проректор Київського національного університету технологій та дизайну |
| за роботу «Волокнисті матеріали та вироби легкої промисловості з прогнозованими бар'єрними медико-біологічними властивостями» | Слізков Андрій Миколайович                 | доктор технічних наук, директор інституту Київського національного університету технологій та дизайну                                                                                                  |
| за роботу «Волокнисті матеріали та вироби легкої промисловості з прогнозованими бар'єрними медико-біологічними властивостями» | Колосніченко Марина Вікторівна             | доктор технічних наук, декан Київського національного університету технологій та дизайну |
| за роботу «Волокнисті матеріали та вироби легкої промисловості з прогнозованими бар'єрними медико-біологічними властивостями» | Березненко Сергій Миколайович              | доктор технічних наук, завідувач кафедри Київського національного університету технологій та дизайну                                                                                                   |
| за роботу «Волокнисті матеріали та вироби легкої промисловості з прогнозованими бар'єрними медико-біологічними властивостями» | Супрун Наталія Петрівна                    | доктор технічних наук, завідувач кафедри Київського національного університету технологій та дизайну                                                                                                   |
| за роботу «Волокнисті матеріали та вироби легкої промисловості з прогнозованими бар'єрними медико-біологічними властивостями» | Власенко Вікторія Іванівна                 | кандидат технічних наук, завідувач лабораторії Київського національного університету технологій та дизайну                                                                                             |
| за роботу «Волокнисті матеріали та вироби легкої промисловості з прогнозованими бар'єрними медико-біологічними властивостями» | Прокопова Євгенія Анатоліївна              | директор державного підприємства «Київський державний науково-дослідний інститут текстильно-галантерейної промисловості»                                                                               |
| за роботу «Волокнисті матеріали та вироби легкої промисловості з прогнозованими бар'єрними медико-біологічними властивостями» | Попов Віктор Петрович                      | член наглядової ради приватного акціонерного товариства «Камвольно-суконна компанія „Чексіл“» |
| за роботу «Волокнисті матеріали та вироби легкої промисловості з прогнозованими бар'єрними медико-біологічними властивостями» | Кострицький Валерій Всеволодович           | доктор технічних наук, пенсіонер |
| за роботу «Новітні енергозберігаючі технології виробництва марганцевих феросплавів у електропечах» | Камкіна Людмила Володимирівна              | доктор технічних наук, декан Національної металургійної академії України |
| за роботу «Новітні енергозберігаючі технології виробництва марганцевих феросплавів у електропечах» | Михальов Олександр Ілліч                   | доктор технічних наук, завідувач кафедри Національної металургійної академії України |
| за роботу «Новітні енергозберігаючі технології виробництва марганцевих феросплавів у електропечах» | Гладких Володимир Андрійович               | доктор технічних наук, професор Національної металургійної академії України |
| за роботу «Новітні енергозберігаючі технології виробництва марганцевих феросплавів у електропечах» | Гасик Михайло Михайлович                   | доктор технічних наук, провідний науковий співробітник Національної металургійної академії України |
| за роботу «Новітні енергозберігаючі технології виробництва марганцевих феросплавів у електропечах» | Зубов Вячеслав Леонідович                  | доктор технічних наук, провідний науковий співробітник Національної металургійної академії України |
| за роботу «Новітні енергозберігаючі технології виробництва марганцевих феросплавів у електропечах» | Куцін Володимир Семенович                  | доктор технічних наук, генеральний директор публічного акціонерного товариства «Нікопольський завод феросплавів»                                                                                       |
| за роботу «Новітні енергозберігаючі технології виробництва марганцевих феросплавів у електропечах» | Ольшанський Володимир Ілліч                | директор з виробництва та технології публічного акціонерного товариства «Нікопольський завод феросплавів»                                                                                              |
| за роботу «Новітні енергозберігаючі технології виробництва марганцевих феросплавів у електропечах» | Філіппов Ігор Юрійович                     | кандидат технічних наук, начальник управління публічного акціонерного товариства «Нікопольський завод феросплавів»                                                                                     |
| за роботу «Новітні енергозберігаючі технології виробництва марганцевих феросплавів у електропечах» | Дєдов Юрій Борисович                       | кандидат технічних наук, провідний інженер публічного акціонерного товариства «Нікопольський завод феросплавів»                                                                                        |
| за роботу «Новітні енергозберігаючі технології виробництва марганцевих феросплавів у електропечах» | Петров Юрій Леонідович                     | заступник директора державного підприємства «Український науково-технічний центр металургійної промисловості „Енергосталь“»                                                                            |
| за роботу «Формування збалансованих агроекосистем виробництва національного насіння пшениці озимої» | Гаврилюк Микола Микитович                  | доктор сільськогосподарських наук, заступник директора Інституту фізіології рослин і генетики НАН України                                                                                              |
| за роботу «Формування збалансованих агроекосистем виробництва національного насіння пшениці озимої» | Заришняк Анатолій Семенович                | доктор сільськогосподарських наук, віце-президент — головний вчений секретар Національної академії аграрних наук України                                                                               |
| за роботу «Формування збалансованих агроекосистем виробництва національного насіння пшениці озимої» | Гриник Ігор Володимирович                  | доктор сільськогосподарських наук, директор Інституту садівництва Національної академії аграрних наук України                                                                                          |
| за роботу «Формування збалансованих агроекосистем виробництва національного насіння пшениці озимої» | Фурдичко Орест Іванович                    | доктор економічних наук, директор Інституту агроекології і природокористування Національної академії аграрних наук України                                                                             |
| за роботу «Формування збалансованих агроекосистем виробництва національного насіння пшениці озимої» | Рибалка Олександр Ілліч                    | доктор біологічних наук, завідувач відділу Селекційно-генетичного інституту — Національного центру насіннєзнавства та сортовивчення Національної академії аграрних наук України                        |
| за роботу «Формування збалансованих агроекосистем виробництва національного насіння пшениці озимої» | Кіндрук Микола Онисимович                  | доктор сільськогосподарських наук, головний науковий співробітник Селекційно-генетичного інституту — Національного центру насіннєзнавства та сортовивчення Національної академії аграрних наук України |
| за роботу «Формування збалансованих агроекосистем виробництва національного насіння пшениці озимої» | Корнійчук Олександр Васильович             | кандидат сільськогосподарських наук, директор Інституту кормів та сільського господарства Поділля Національної академії аграрних наук України                                                          |
| за роботу «Формування збалансованих агроекосистем виробництва національного насіння пшениці озимої» | Лихочвор Володимир Володимирович           | доктор сільськогосподарських наук, завідувач кафедри Львівського національного аграрного університету                                                                                                  |
| за роботу «Формування збалансованих агроекосистем виробництва національного насіння пшениці озимої» | Стадник Анатолій Петрович                  | доктор сільськогосподарських наук, завідувач кафедри Білоцерківського національного аграрного університету                                                                                             |
| за роботу «Формування збалансованих агроекосистем виробництва національного насіння пшениці озимої» | Каленич Павло Євгенійович                  | директор сільськогосподарського товариства з обмеженою відповідальністю «Агрофірма „Ольгопіль“» |
| за роботу «Вимірювання соціальних змін в українському суспільстві. Соціологічний моніторинг (1992—2013)» | Ворона Валерій Михайлович                  | академік Національної академії наук України, директор Інституту соціології НАН України |
| за роботу «Вимірювання соціальних змін в українському суспільстві. Соціологічний моніторинг (1992—2013)» | Шульга Микола Олександрович                | член-кореспондент Національної академії наук України, заступник директора Інституту соціології НАН України                                                                                             |
| за роботу «Вимірювання соціальних змін в українському суспільстві. Соціологічний моніторинг (1992—2013)» | Головаха Євген Іванович                    | доктор філософських наук, заступник директора Інституту соціології НАН України |
| за роботу «Вимірювання соціальних змін в українському суспільстві. Соціологічний моніторинг (1992—2013)» | Вишняк Олександр Іванович                  | доктор соціологічних наук, завідувач відділу Інституту соціології НАН України |
| за роботу «Вимірювання соціальних змін в українському суспільстві. Соціологічний моніторинг (1992—2013)» | Злобіна Олена Геннадіївна                  | доктор соціологічних наук, завідувач відділу Інституту соціології НАН України |
| за роботу «Вимірювання соціальних змін в українському суспільстві. Соціологічний моніторинг (1992—2013)» | Костенко Наталія Вікторівна                | доктор соціологічних наук, завідувач відділу Інституту соціології НАН України |
| за роботу «Вимірювання соціальних змін в українському суспільстві. Соціологічний моніторинг (1992—2013)» | Макеєв Сергій Олексійович                  | доктор соціологічних наук, завідувач відділу Інституту соціології НАН України |
| за роботу «Вимірювання соціальних змін в українському суспільстві. Соціологічний моніторинг (1992—2013)» | Саєнко Юрій Іванович                       | доктор економічних наук, завідувач відділу Інституту соціології НАН України |
| за роботу «Вимірювання соціальних змін в українському суспільстві. Соціологічний моніторинг (1992—2013)» | Чурилов Микола Миколайович                 | доктор соціологічних наук, провідний науковий співробітник Інституту соціології НАН України |
| за роботу «Вимірювання соціальних змін в українському суспільстві. Соціологічний моніторинг (1992—2013)» | Паніна Наталія Вікторівна (посмертно)      | доктор соціологічних наук |
| за роботу «Історія української культури» у п'яти томах (у дев'яти книгах) | Скрипник Ганна Аркадіївна                  | академік Національної академії наук України, директор Інституту мистецтвознавства, фольклористики та етнології імені М. Т. Рильського НАН України                                                      |
| за роботу «Історія української культури» у п'яти томах (у дев'яти книгах) | Жулинський Микола Григорович               | академік Національної академії наук України, директор Інституту літератури імені Т. Г. Шевченка НАН України                                                                                            |
| за роботу «Історія української культури» у п'яти томах (у дев'яти книгах) | Бондар Микола Пантелеймонович              | кандидат філологічних наук, завідувач відділу Інституту літератури імені Т. Г. Шевченка НАН України |
| за роботу «Історія української культури» у п'яти томах (у дев'яти книгах) | Рубан Валентина Василівна (посмертно)      | доктор мистецтвознавства |
| за роботу «Історія української культури» у п'яти томах (у дев'яти книгах) | Александрович Володимир Степанович         | доктор історичних наук, завідувач відділу Інституту українознавства імені І.Крип'якевича НАН України                                                                                                   |
| за роботу «Історія української культури» у п'яти томах (у дев'яти книгах) | Войтович Леонтій Вікторович                | доктор історичних наук, старший науковий співробітник Інституту українознавства імені І.Крип'якевича НАН України                                                                                       |
| за роботу «Історія української культури» у п'яти томах (у дев'яти книгах) | Сас Петро Михайлович                       | доктор історичних наук, головний науковий співробітник Інституту історії України НАН України |
| за роботу «Історія української культури» у п'яти томах (у дев'яти книгах) | Дзюба Олена Миколаївна                     | кандидат історичних наук, старший науковий співробітник Інституту історії України НАН України |
| за роботу «Історія української культури» у п'яти томах (у дев'яти книгах) | Бессонова Світлана Сергіївна               | кандидат історичних наук, старший науковий співробітник Інституту археології НАН України |
| за роботу «Історія української культури» у п'яти томах (у дев'яти книгах) | Яковлєва Людмила Анатоліївна               | кандидат історичних наук, старший науковий співробітник Інституту археології НАН України |
| за комплект підручників з електронної техніки у трьох книгах: 1. Основи виробництва електронних апаратів. — Х.: ТОВ «Компанія СМІТ», 2006. — 592 с.; 2. Технология межсоединений электронной аппаратуры. — Х.: ТОВ «Компанія СМІТ», 2005. — 432 с.; 3. Введення в мікросистемну техніку та нанотехнології. — Х.: ТОВ «Компанія СМІТ», 2011. — 416 с. | Невлюдов Ігор Шакирович                    | доктор технічних наук, завідувач кафедри Харківського національного університету радіоелектроніки |
| за комплект підручників з електронної техніки у трьох книгах: 1. Основи виробництва електронних апаратів. — Х.: ТОВ «Компанія СМІТ», 2006. — 592 с.; 2. Технология межсоединений электронной аппаратуры. — Х.: ТОВ «Компанія СМІТ», 2005. — 432 с.; 3. Введення в мікросистемну техніку та нанотехнології. — Х.: ТОВ «Компанія СМІТ», 2011. — 416 с. | Палагін Віктор Андрійович                  | кандидат технічних наук, професор Харківського національного університету радіоелектроніки. |